# Parc du Vallon
Parc du Vallon je městský park, který se nachází v 9. okrsku Lyonu, v blízkosti města Ecully, v jižní části čtvrti La Duchère. Jak již název napovídá, tento park se nachází v údolí. Oblast o velikosti jednoho hektaru byla částečně otevřena od dubna 2013. Celý parku má po otevření rozlohu 11 ha. Je tak čtvrtým největším parkem v Lyonu. Podle jiných zdrojů je druhým největším parkem Lyonu po Tete d'Or. Parc du Vallon byl rekonstruován v roce 2014 Lyonem, úpravy byly konzultovány s místními obyvateli (a Duchère Ecully).

## Popis
Projekt parku obnovil přírodní charakter krajiny a revitalizoval potok. Střídající se "přírodní krajina", "romantizující části" a "okrasná zahrada" je ve své formě moderní estetickou úpravou stávající úpravy, výsadeb a veřejné travnaté plochy.
Park zahrnuje adventurní hřiště v lese a zbytky hradu, dvě hřiště na každém konci parku. Široké cesty jsou osvětlené i ve večerních hodinách, vhodné nejne pro procházjky, ale i pro jízdu na koloběžkách, kolečkových bruslích anebo malých kolech. Lavičky a sedadla jsou umístěny podél cest u odpočívadel. Tři velké louky jsou používány k relaxaci a piknikům. Historii místa, jeho fauny a flóru popisují vzdělávací tabule.
Trávníky jsou udržovány pokosem jako květnaté louky.
V parku jsou instalovány tři suché toalety.